# Асєєва Наталія Юріївна
Ната́лія Ю́ріївна Асє́єва (нар. 18 березня 1947, Київ) — український мистецтвознавець, педагог(1994). У 1986 році її було прийнято до Національної спілки художників України.
Кандидат мистецтвознавства (1980), провідний науковий співробітник (2000).

## Життєпис
Навчалася в київських школах № 54 (1954-59), № 138 (1960-65).
Вступила до Київського художнього інституту (нині НАОМА — Національна академія образотворчого мистецтва і архітектури) в 1965 році. Закінчила навчання з відзнакою у 1969 році.
З 1969 до 2002 року працювала у відділі образотворчого мистецтва Інституті мистецтвознавства, фольклору та етнографії АН УРСР (нині Інститут мистецтвознавства, фольклористики

та етнології імені М. Т. Рильського НАН України), на посадах від аспіранта (1969) до провідного наукового співробітника (2000).
Була старшим науковим співробітником лабораторії візуальних практик Інституту проблем сучасного мистецтва Академії мистецтв України (2006).
Викладала курси з історії українського мистецтва в Національній Академії образотворчого мистецтва і архітектури (1994-96). Готувала методичні матеріали з  цих курсів.
З 1996 до 1997 року викладала історію образотворчого мистецтва у Київському інституті «Слав'янський університет» (нині Київський славістичний університет).
Професор кафедри живопису Київського державного інституту  декоративно-прикладного мистецтва і дизайну ім. Михайла Бойчука (2009).

## Напрямки наукової роботи
1. Провідною темою її наукових праць є  дослідження міжнародних художніх зв'язків українського мистецтва 19 — 20 століть. Дисертаційна робота, що 1984 року вийшла друком як монографія, була присвячена українсько-французьким художнім зв'язкам 20-30х років ХХ ст., до того часу не вивченими у мистецтвознавстві.
«Слід сказати, що сама собою тема міжнародних зв'язків, їхнє теоретичне осмислення, розмежування між генетичними  зв'язками мистецьких явищ (не менш, а нерідко і більш істотними) типологічними збігами, — всі ці питання порівняно добре розроблені літературознавцями, якоюсь мірою істориками музики, театру і кіно, для дослідників образотворчого мистецтва практично є новим напрямком. Монографія Н. Ю. Асєєвої — „перша ластівка“, вона торує шлях для аналогічних мистецтвознавчих розвідок…» (Білецький П. О. У контексті часу//Всесвіт, 1985, № 7, с.143-145).
2. Наступним важливим напрямком досліджень був аналіз впливу світових художніх центрів (Парижа, Мюнхена, Кракова) на формування світогляду, майстерності та напрямків творчості низки відомих українських художників. Цій темі присвячено іншу монографію 1989 року, де  «Вперше докладно аналізуються такі всесвітньо відомі художні центри як Мюнхенська, Краківська та Паризька Академії мистецтв, їхня роль у творчості українських митців… До наукового обігу введено чимало нового матеріалу, зокрема докладно проаналізоване не відоме нам досі перебування наших художників за кордоном, відгуки іноземної критики… Авторка аналізує різні напрями (сецесіон, імпресіонізм, кубізм тощо), їхній вплив, переосмислення українськими митцями. Розглянутий під таким кутом зору доробок наших художників стає більш зрозумілим і широкоаспектним.» (Пархоменко І. Кордони — не перешкода//Друг читача, 1990, 11 січня, с.5.).
До наукових інтересів Н.Асеєвої належить й питання побутування стилістичного напрямку імпресіонізм в українському образотворчому мистецтві : Пленеризм та імпресіонізм у творчості харківських митців в кінці 19 — на початку 20 ст.// Наукова конференція «Художнє життя Харкова першої третини 20 століття», Харків, 1993;  Ремінісценції імпресіонізму в українському живопису ХХ ст.// Нариси з історії образотворчого мистецтва України ХХ ст. Книга перша, Академія мистецтв України. Інститут проблем сучасного мистецтва. К., 2006, с. 122—159. Імпресіонізм. // Art — Ukraine, 2008 2(3), 5-15 березня, с. 166—175. Історія побутування поняття «імпресіонізм» на терені вітчизняної художньої культури // Імпресіонізм і Україна.- К., 2011.- с.9 — 14.
3.В численних статтях та розвідках дослідниці розглянуто та вивчено творчість низки українським митців, які були тісно пов'язані з європейською художньою культурою — М.Глущенка — Паризький період творчості М.Глущенка//Українське мистецтвознавство. — К., 1971, вип.5, с.84 — 91.; Творчість Миколи Глущенка// Образотворче мистецтво.- 1971, № 5, с.15 — 18.; К. Редька — Сторінки творчості К. М. Редька // Образотворче мистецтво.- 1975,№ 2, с.30 — 31.; С. Левицької — Яскраве й урочисте уславлення життя// Всесвіт, 1984, — № 5, с.162 — 166.; М. Башкирцевої — Поезія неприкрашеної правди// Всесвіт, 1985,- № 11, с.132 — 140.; О. Архипенка — Винахідник простору: про Олександра Архипенка. // Синтези,  1994, № 1, с.52 — 57, та інших.
4. Темі зв'язків українського мистецтва з європейським художнім процесом було присвячено й низку виступів на міжнародних конференціях — Українські художники — учні Краківської Академії мистецтв. — Міжнародна конференція « Українсько-польські мистецькі зв'язки», Варшава, 1989. Українське мистецтво на зламі 19 — 20 ст. та його зв'язки з європейськими художніми школами. — Другий міжнародний конгрес україністів. Львів, 1994.  Київські митці на європейських художніх виставках початку ХХ ст. — Міжнародна наукова конференція «Образ епохи: культурне середовище Києва кінця 19 — початку ХХ ст.», Київ, 1995. Пространство, цвет и свет в скульптуре Александра Архипенко. — Международная конференция « Авангард 10 — 20х годов: взаимодействие искусств»  Москва, 1995. Австро-українські мистецькі зв'язки (друга половина 19 — початок 20 ст. — Міжнародний симпозіум "Діалектика національної самосвідомості (до 1000- річчя Австрії), Київ, 1996. Імпресіонізм в українському образотворчому мистецтві та його зв'язки з іншими напрямками та течіями кінця 19 — початку 20 ст. — 4й Міжнародний конгрес україністів, Одеса-Київ, 2001, тощо.

## Монографії
- Українсько-французькі художні зв'язки 20—30-х років XX століття. — К., 1984.,125 с.
- Украинское искусство и европейские художественные центры. Конец ХІХ-начало ХХ века. — К., «Наукова думка», 1989, 198 с.

## Сім'я
Н. Ю. Асєєва належить до родини відомого дослідника архітектури Київської Русі Ю. С. Асєєва.
Асєєви є родичами Миколи Миколайовича Асєєва — російського поета і Дмитра Михайловича Дяченка — знаного українського архітектора.
Асєєви мають  родинні зв'язки з сім'єю Сержа Лифаря.
Київська частина архіву Сержа Лифаря, яка зберігалася в родині Асєєвих, була подарована Н. Ю. Асєєвою Державному музею історії України. (Балабко О. «Київ, Іринінська, Лифарям…». — Чернівці, «Букрек», 2011)